# 蒙西黄耆
蒙西黄耆（学名：Astragalus steinbergianus）为豆科黄芪属的植物。分布于哈萨克斯坦以及中国大陆的新疆等地，生长于海拔600米的地区，多生长于荒漠草原，目前尚未由人工引种栽培。